# Platylabops speciosus
Platylabops speciosus là một loài tò vò trong họ Ichneumonidae.